# Lea Rühter
Lea Rühter (* 12. Februar 1998 in Hamburg) ist eine deutsche ehemalige Handballspielerin.

## Karriere
Lea Rühter spielte anfangs bei der SG Hamburg-Nord und der JSG Alstertal/Norderstedt. Im Jahre 2014 schloss sich die Torhüterin dem Buxtehuder SV an, bei dem sie anfangs in der A-Jugend in der A-Juniorinnen Bundesliga sowie für die 2. Mannschaft in der 3. Liga auflief. Mit der A-Jugend vom BSV gewann sie 2015 die Bronzemedaille sowie 2016 die Goldmedaille bei der deutschen Meisterschaft. 2017 gewann Rühter erneut die deutsche Meisterschaft und wurde zusätzlich in das All-Star-Team des Final-Four-Turniers gewählt. Im selben Jahr gewann sie mit der Bundesligamannschaft vom BSV den DHB-Pokal. In der Saison 2017/18 war sie per Zweitspielrecht für den Zweitligisten HL Buchholz 08-Rosengarten spielberechtigt. Im Frühjahr 2023 musste sie ihre Karriere aus gesundheitlichen Gründen beenden.
Lea Rühter lief für die Hamburger-Landesauswahl auf, mit der sie 2014 den Länderpokal gewann. Weiterhin wurde sie beim Pokalerfolg in das Allstar-Team des Länderpokals gewählt. Anschließend lief für die deutsche Jugend- sowie Juniorinnennationalmannschaft, für die sie insgesamt 17 Jugend- und 20 Juniorinnen-Länderspiele bestritt, auf. Mit diesen Auswahlmannschaften nahm sie an der U-17-Europameisterschaft 2015, an der U-19-Europameisterschaft 2017 und an der U-20-Weltmeisterschaft 2018 teil. Im Rahmen einer Testspielserie gegen Russland bestritt sie am 29. September 2018 ihr Debüt für die deutsche A-Nationalmannschaft und wurde ein Jahr später in den Elitekader des DHB berufen.